# Rothenthurm
Rothenthurm is een gemeente en plaats in het Zwitserse kanton Schwyz, en maakt deel uit van het district Schwyz.
Rothenthurm telt 2.270 inwoners.